# Ofra Haza

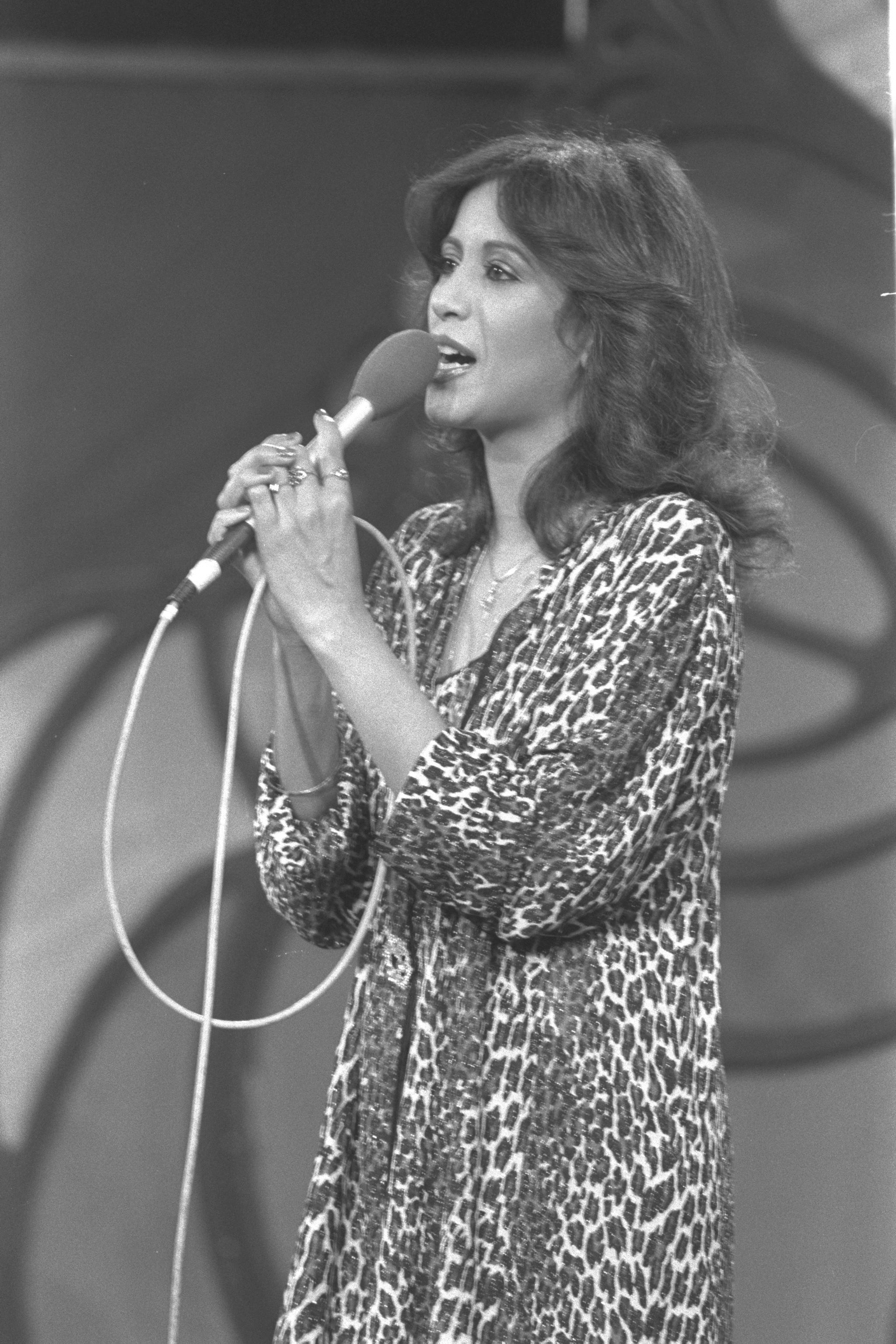
Ofra Haza (1981)

Bat-Sheva Ofra Haza (hebräisch בת-שבע עפרה חזה; * 19. November 1957 in Tel Aviv; † 23. Februar 2000 in Ramat Gan) war eine israelische Sängerin jemenitisch-jüdischer Herkunft. 1988 hatte sie mit Im Nin’alu einen weltweiten Charterfolg.

## Leben
Ofra Haza war das neunte und jüngste Kind jemenitisch-jüdischer Einwanderer. Sie wuchs in einem der ärmsten Vororte des südlichen Tel Aviv, im Quartier Sch'chunat HaTikva, auf. Als sie zwölf Jahre alt war, entdeckte ein Organisator einer Theatergruppe, Bezalel Aloni, ihr Gesangstalent. Im Laufe der Jahre entwickelte sie sich von einer Nebendarstellerin im Theater zu einer sehr beliebten Sängerin in Israel; sie gewann viele Preise und wurde viermal „Sängerin des Jahres“. Wegen ihrer Herkunft hatte sie gegen viele Schwierigkeiten anzukämpfen. So weigerten sich in den 1970er und 1980er Jahren einige Produzenten, mit ihr zusammenzuarbeiten. Haza veröffentlichte trotzdem zahlreiche Alben.
1979 gab sie ihr Filmdebüt und spielte die Hauptrolle im israelischen Spielfilm Der Weg nach oben. Sie war in mehreren Folgen der Kinderserie Parpar Nechmad zu sehen. Beim Eurovision Song Contest 1983 vertrat Haza Israel beim Eurovision Song Contest und errang dort mit dem Lied Chai den zweiten Platz. Sie veröffentlichte es auch in anderen Sprachen, darunter auch Deutsch. 1984 brachte sie das Album Yemenite Songs auf den Markt, das auch nach Europa gelangte und dort, insbesondere in Großbritannien, sehr erfolgreich verkauft wurde. Ofra Haza bekam ausgezeichnete Kritiken. Das war der Auftakt zu ihrer internationalen Karriere.
Bereits im Jahre 1987 war Ofra Haza dem Tod nur knapp entkommen: Im Februar überlebte sie einen Flugzeugabsturz.
Im Frühjahr 1988 gelang ihr mit Im Nin’alu ein weltweiter Charterfolg. Das Lied erreichte Platz zwei in Österreich und Platz eins in Deutschland und der Schweiz. Im Sommer desselben Jahres folgte die Single Galbi, die immerhin noch auf mittlere Chartplatzierungen stieg. Seitdem galt Haza für viele als Synonym für orientalische und israelische Popmusik. Sie trat seitdem in diversen berühmten Konzerthallen und in Shows auf der ganzen Welt auf.
Im Frühjahr 1992 sang Ofra Haza mit The Sisters of Mercy deren Hit Temple of Love. Der Song erreichte sowohl in den deutschen als auch in den britischen Charts die Top fünf und erhielt in beiden Ländern Goldstatus. Im Duett mit Stefan Waggershausen sang sie Jenseits von Liebe (1993), das in die deutsche Hitparade kam. Auch auf der Single My Love is for Real (1995) von Paula Abdul war sie zu hören. Haza veröffentlichte 24 internationale Alben und erhielt viele Auszeichnungen. 1992 wurde das Album Kirya für einen Grammy nominiert.
Ofra Haza komponierte später neben Liedern für Alben auch Filmmusik und sang auf den Soundtracks einiger Filme mit, unter anderem bei Die Bartholomäusnacht und Wilde Orchidee. Zwischen 1997 und 1998 sprach und sang sie die Rolle von Moses’ Mutter in Der Prinz von Ägypten sowohl in der deutschen als auch in der englischen Fassung.
1994 trat Haza bei der Friedensnobelpreisverleihung an Jitzchak Rabin, Schimon Peres und Jassir Arafat auf. Auch bei der Begräbniszeremonie von Rabin sang sie.
Im Jahr 1997 heiratete sie den Geschäftsmann Doron Ashkenazi, doch die Ehe dauerte nur zwei Jahre. Während dieser Zeit hatte sich Haza nach und nach fast vollkommen aus dem Karriereleben zurückgezogen, sich von ihrem Manager Aloni getrennt und sich ihrem Mann und ihrem gemeinsamen Adoptivsohn Shai gewidmet.

## Tod und Kontroversen

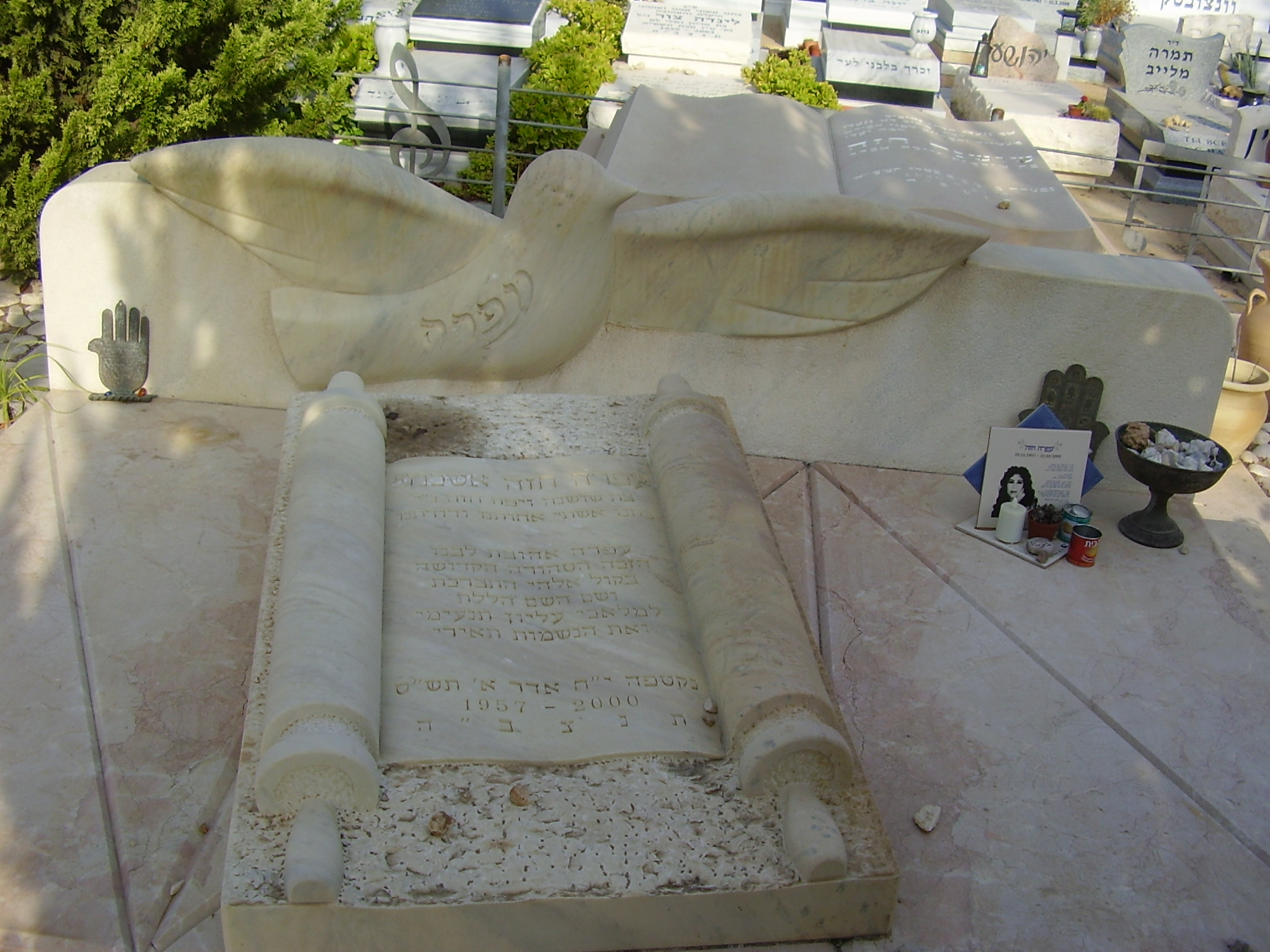
Ofra Hazas Grab auf dem Yarkon-Friedhof

Anfang Februar 2000 wurde Haza bewusstlos mit Symptomen, die denen einer schweren Grippe ähnelten, in das Sheba Medical Center in Ramat Gan eingeliefert. Nach 14-tägigem Aufenthalt, der von der Presse dokumentiert wurde, verstarb sie am 23. Februar an Organversagen als Folge einer HIV-Infektion. Ihre Angehörigen versuchten diese zunächst zu verheimlichen, jedoch wurde die Information von der Presse verbreitet. Sie wurde am 24. Februar 2000 auf dem Yarkon-Friedhof in Petach Tikwa in einer großen und feierlichen Zeremonie beigesetzt.
Neben vielen Fans aus aller Welt wohnten der Beerdigung auch Politiker wie Ehud Barak und Schimon Peres und viele bekannte israelische Persönlichkeiten wie die Sängerinnen Shoshana Damari und Jardena Arasi sowie Jitzchak Rabins Witwe Leah Rabin bei.

„Ofra kam aus dem Slum und erreichte die Spitze der israelischen Kultur. Sie stand für alles, was gut und nobel in der israelischen Gesellschaft ist. Wir haben ihr sehr viel zu verdanken.“

Nach ihrem Tod entbrannte ein erbitterter Streit zwischen ihrer Familie, ihrem Witwer und ihrem ehemaligen Manager Aloni. Ihre Familie verdächtigte ihren Ehemann, sie mit HIV angesteckt zu haben – ein Vorwurf, den auch Aloni in seiner Autobiographie bestärkte, in der er schilderte, dass Haza als strenggläubige Jüdin als Jungfrau in die Ehe gegangen sei, während Ashkenazi schon vor der Ehe für einen zwielichtigen Lebenswandel und seine Drogensucht bekannt gewesen sei. Ashkenazi bestritt eine etwaige Infektion vehement. Er behauptete, Haza hätte sich durch eine Bluttransfusion angesteckt, die sie während einer erlittenen Fehlgeburt erhalten habe, und kündigte eine Veröffentlichung eines Bluttests an. Ein knappes Jahr nach Haza starb er selbst an einer Überdosis. Die Ergebnisse des Bluttests wurden nie veröffentlicht.

## Nachwirkung
Am 21. März 2008 erschien das Album Forever Ofra Haza – Her Greatest Songs Remixed. Auf diesem Album sind Songs wie Im Nin’alu, Galbi oder auch Ya Ba Ye als exklusive Remixes enthalten und auch ein bislang unveröffentlichter Track, The Poem.
2008 erschien in Israel die DVD Ofra Haza Live in Montreux Jazz Festival bei Globus United/United King Films. Darauf wird Ofra Hazas einzige offizielle Konzertaufnahme vom Montreux Jazz Festival im Juli 1990 in der Schweiz gezeigt. Die DVD enthält als Bonus ebenso drei bisher unbekannte Videoclips (unter anderem von I Want to Fly und Desert Wind von 1989).

## Diskografie

### Alben
- 1974: Ahava Rishona (+ Shchunat Ha'Tikva Workshop Theater)
- 1976: Ve-Chutz Mizeh Hakol Beseder (+ Shchunat Ha'Tikva Theater)
- 1977: Atik Noshan (+ Shchunat Ha'Tikva Workshop Theater)
- 1979: Song of Songs with Fun (Shir ha'Shirim be'Sha'ashu'im) (+ Shchunat Ha'Tikva Workshop Theater)
- 1980: About Our Loves ('Al Ahavot Shelanu)
- 1981: Let’s Talk (Bo Nedaber)
- 1982: Temptations (Pituim)
- 1982: Songs for Children (Li'Yladim)
- 1983: Chai (Lebendig)
- 1983: Shirey Moledet A (Heimatlieder 1)
- 1984: A Place for Me (Bait Cham)
- 1984: Yemenite Songs (Shirey Teyman)
- 1985: Earth (Adama)
- 1986: Shirey Moledet B (Heimatlieder 2)
- 1986: Broken Days (Yamim Nishbarim)
- 1987: The Golden Album (Albom ha'Zahav)
- 1987: Shirey Moledet C (Heimatlieder 3)
- 1987: Fifty Gates of Wisdom
- 1987: Yemenite Songs
- 1988: Shaday
- 1989: Desert Wind
- 1992: Kirya
- 1994: My Soul (Kol ha'Neshama)
- 1997: Ofra Haza
- 1998: Live @ Montreux Jazz Festival
- 2001: Greatest Hits Vol. 1
- 2005: Greatest Hits Vol. 2
- 2008: Forever Ofra Haza – Her Greatest Songs Remixed (incl. unveröffentlichtem Titel)
- 2008: Ofra Haza Live in Montreux Jazz Festival
- 2018: Kol Ha'Neshama (Voice Of The Spirit)
- 2020: Queen In Exile (The Unreleased Album)

### Singles (Auswahl)
- 1980: Shir Hafreicha
- 1981: Tefilah
- 1983: Chai
- 1988: Galbi
- 1988: Im Nin’alu
- 1988: Shaday
- 1989: Eshal
- 1989: Wish Me Luck
- 1989: I Want to Fly
- 1990: Ya Ba Ye
- 1990: Fatamorgana
- 1991: Today I’ll Pray (Oggi Un Dio Non Ho)
- 1992: Daw Da Hiya
- 1992: Innocent – A Requiem for Refugees
- 1993: Jenseits von Liebe (mit Stefan Waggershausen)
- 1994: Elo Hi
- 1995: Mata Hari
- 1996: Love Song
- 1997: Show Me
- 1998: Deliver Us (mit Eden Riegel)
- 1998: Yerushalayim Shel Zahav
- 1998: Give Me a Sign
- 1999: Babylon (mit Black Dog)

## Auszeichnungen für Musikverkäufe
| Silberne Schallplatte - Frankreich - 1988: für die Single Im Nin’alu Goldene Schallplatte - Schweden - 1988: für die Single Im Nin’alu | Platin-Schallplatte - Spanien - 1988: für das Album Shaday |

Anmerkung: Auszeichnungen in Ländern aus den Charttabellen bzw. Chartboxen sind in ebendiesen zu finden.
| Land/RegionAuszeichnungen für Musikverkäufe (Land/Region, Auszeichnungen, Verkäufe, Quellen) | Silber  | Gold     | Platin  | Verkäufe | Quellen                           |
| -------------------------------------------------------------------------------------------- | ------- | -------- | ------- | -------- | --------------------------------- |
| Deutschland (BVMI)                                                                           | —       | Gold1    | —       | 250.000  | musikindustrie.de                 |
| Frankreich (SNEP)                                                                            | Silber1 | —        | —       | 250.000  | infodisc.fr                       |
| Schweden (IFPI)                                                                              | —       | Gold1    | —       | 25.000   | sverigetopplistan.se              |
| Schweiz (IFPI)                                                                               | —       | Gold1    | —       | 25.000   | hitparade.ch                      |
| Spanien (Promusicae)                                                                         | —       | —        | Platin1 | 100.000  | Sólo éxitos: año a año, 1959–2002 |
| Insgesamt                                                                                    | Silber1 | 3× Gold3 | Platin1 |          |                                   |

## Galerie

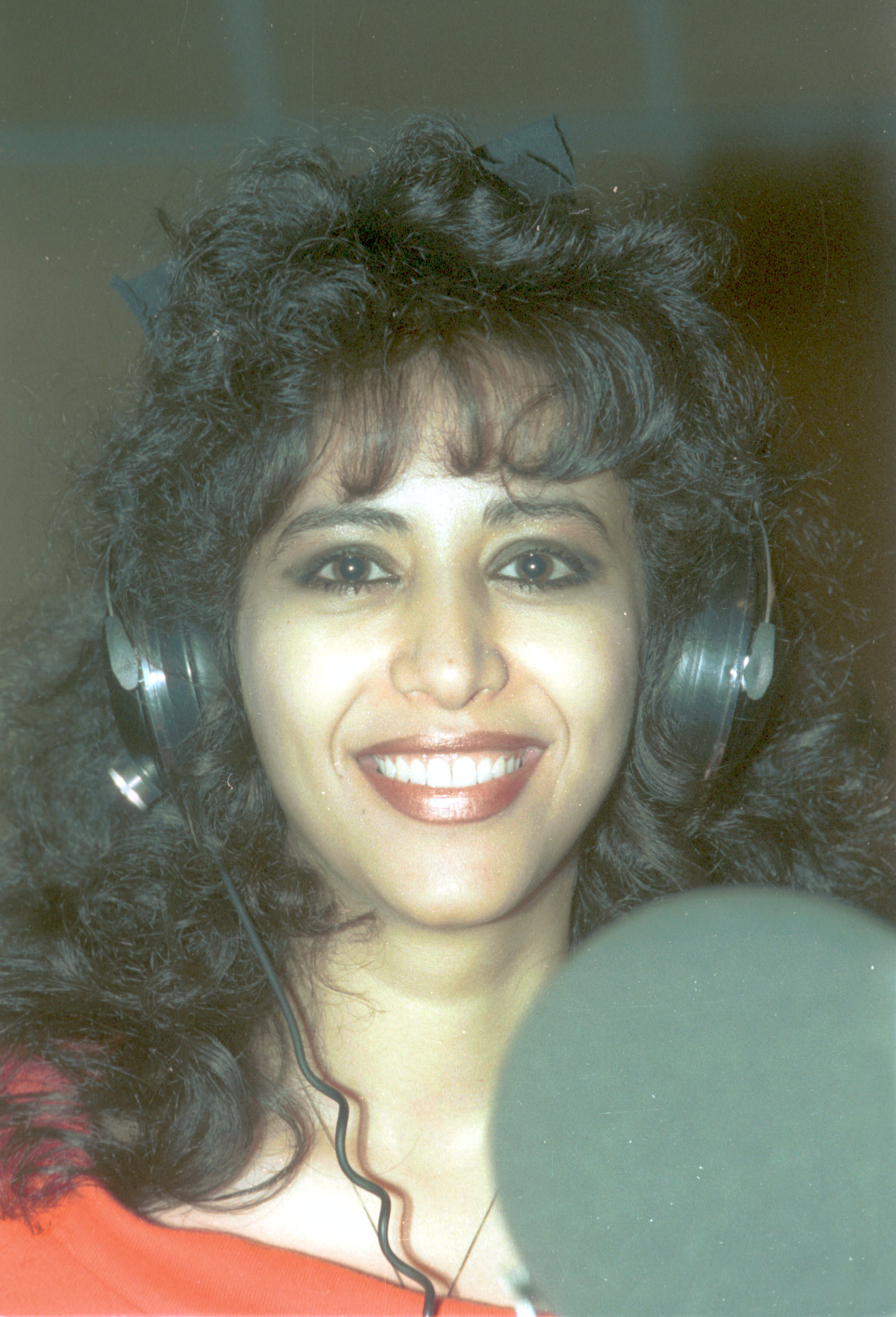
Ofra Haza (1987)
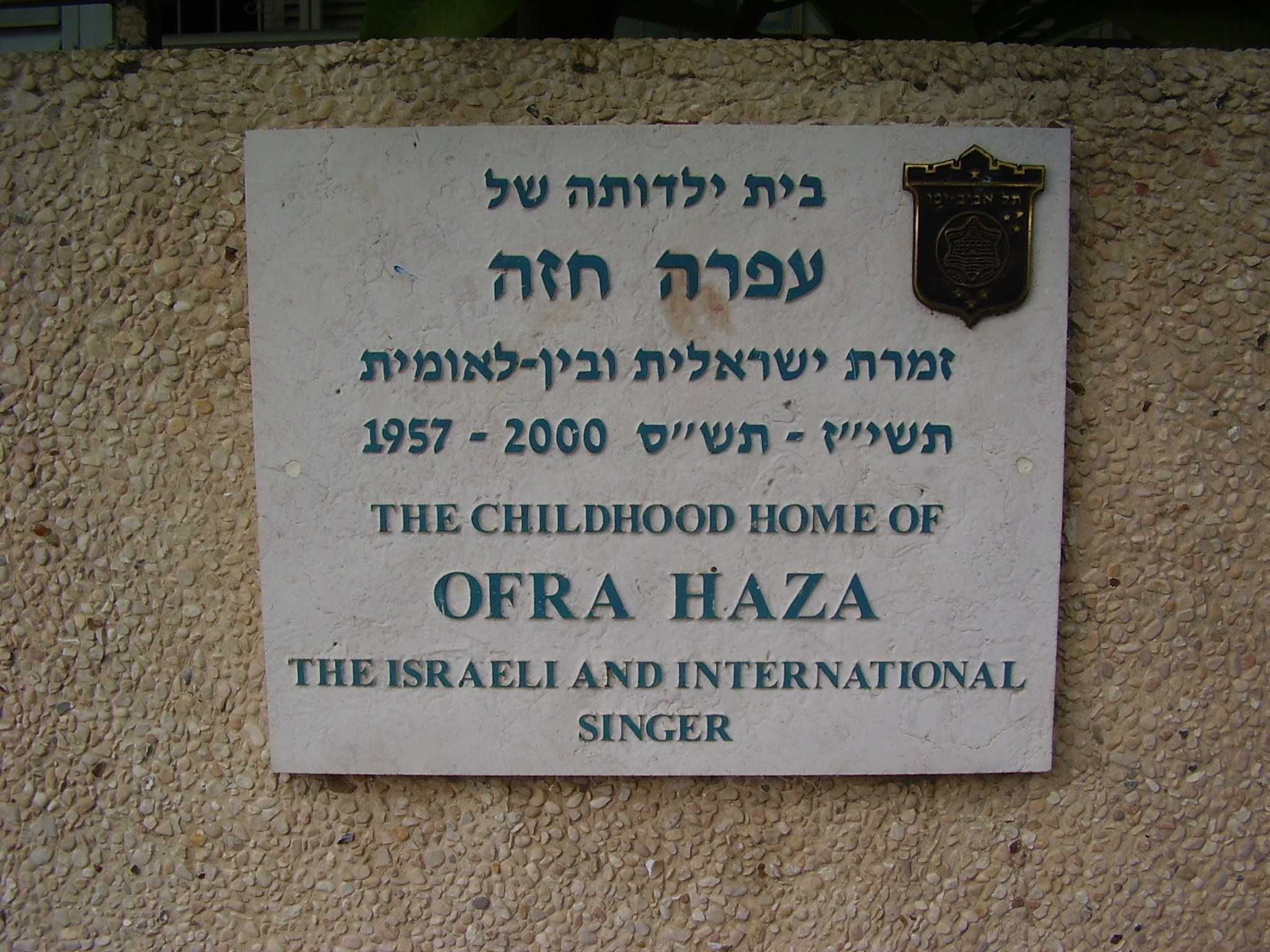
Gedenktafel am Elternhaus
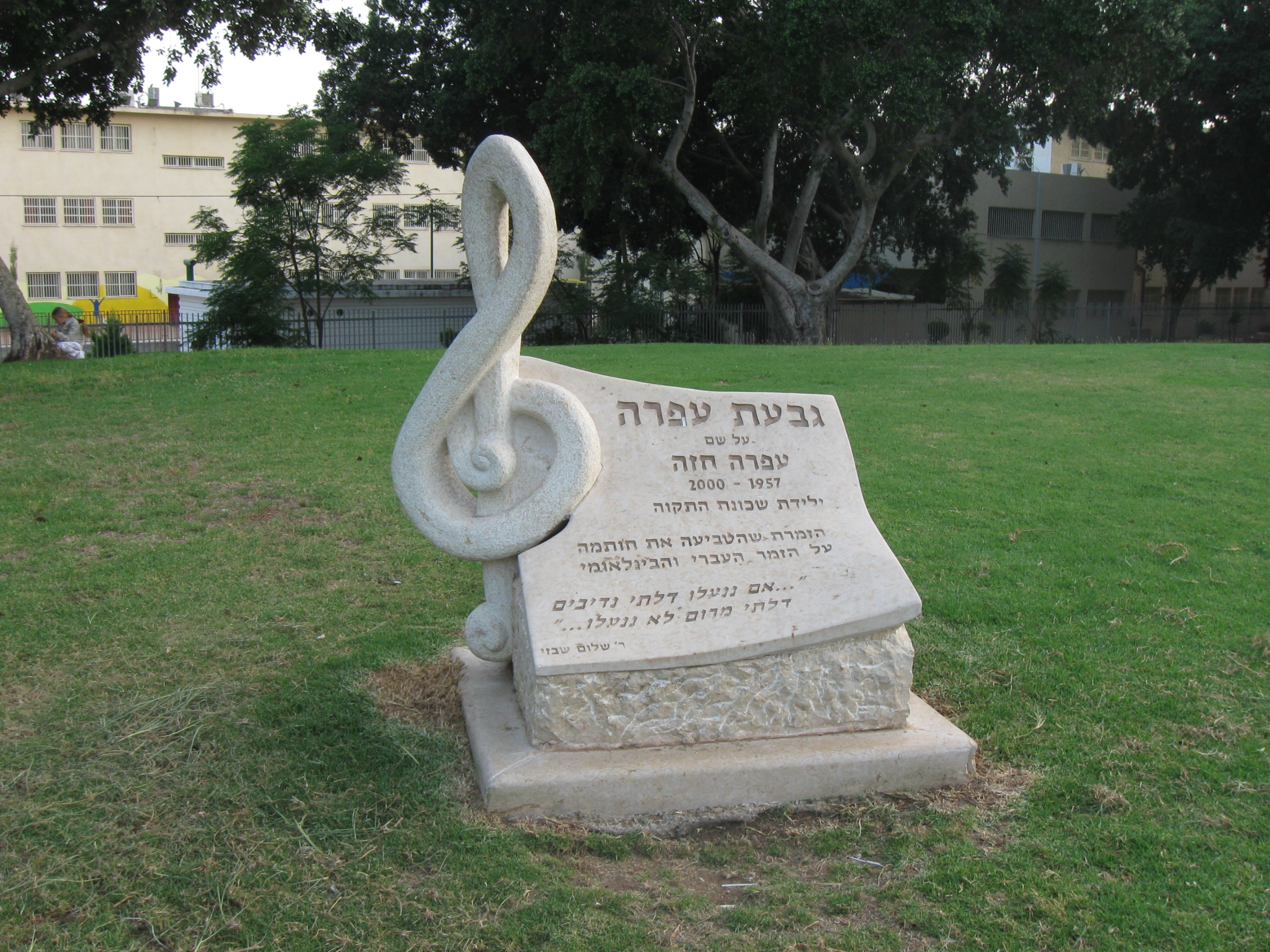
Denkmal in Sch'chunat HaTikva, wo Ofra Haza aufgewachsen ist
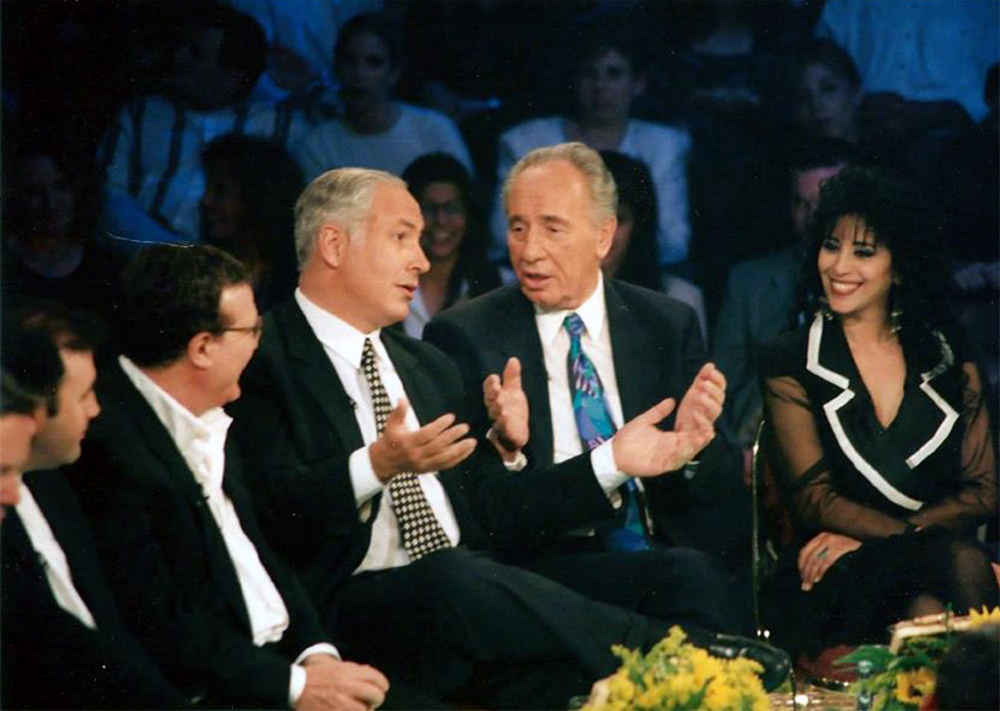
Ofra Haza in Dan Shilons Show mit Peres, Netanjahu und Yehoram Gaon (1995)